# 塵塚怪王

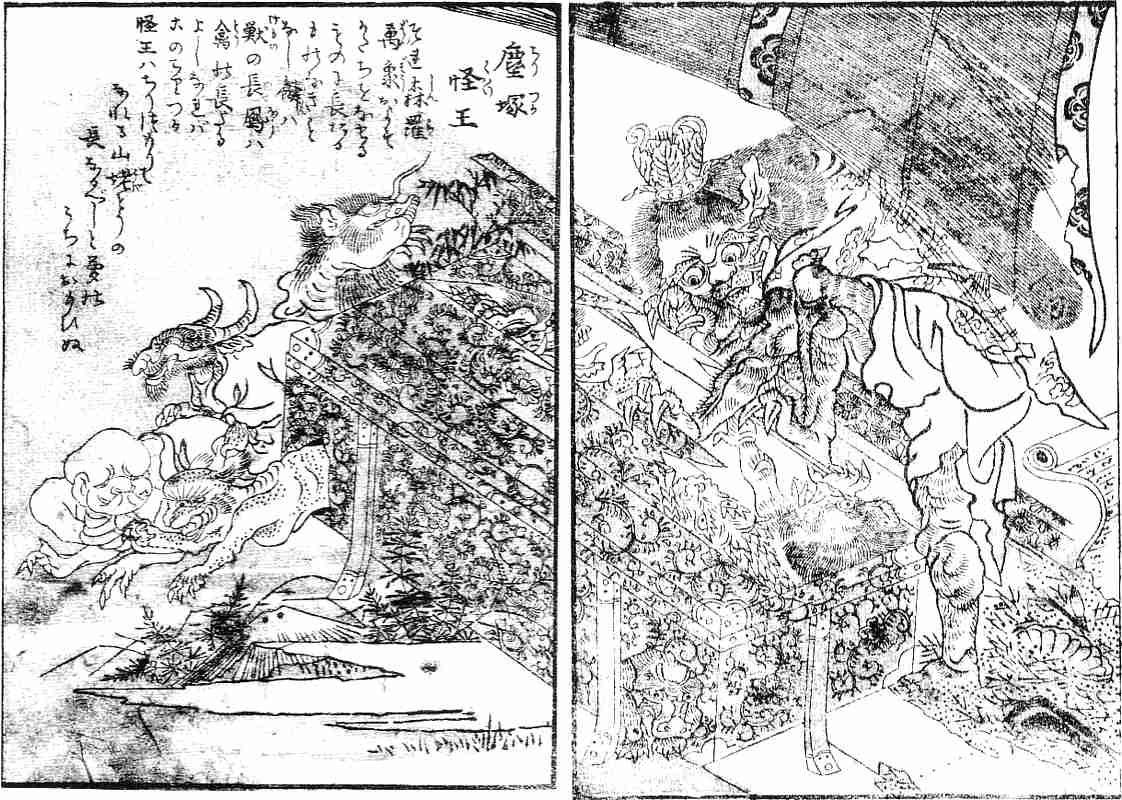
鳥山石燕『百器徒然袋』，「塵塚怪王」

 塵塚怪王（ちりづかかいおう）是日本傳說中妖怪的一種。物如其名，即是堆積的塵土幻化的付喪神的王。 
鳥山石燕的『百器徒然袋』中描畫其為打開唐櫃的鬼的形象，室町時代的『百鬼夜行絵巻』也對其做了相似的描畫。 『徒然草』第72段寫到「世間最苦之事，莫過於文車的文、塵塚的塵」。其實『百器徒然袋』和『百鬼夜行絵巻』以及『徒然草』多有相似之處，塵塚怪王也並非石燕獨立的創作。前面提到的「文車的文」代表的即是同在『百器徒然袋』的「文車妖妃」。 。

## 腳註
1. ↑  草野巧・戸部民夫. . 新紀元社. 1994: 130頁. ISBN 978-4-88317- 240-5.
2. ↑  村上健司編著. . 毎日新聞社. 2000: 221頁. ISBN 978-4- 620-31428-0.
3. ↑  香川雅信. . 河出書房新社. 2005: 177頁. ISBN 978-4-309-22433-6.